# Einsatzgruppe Tigris

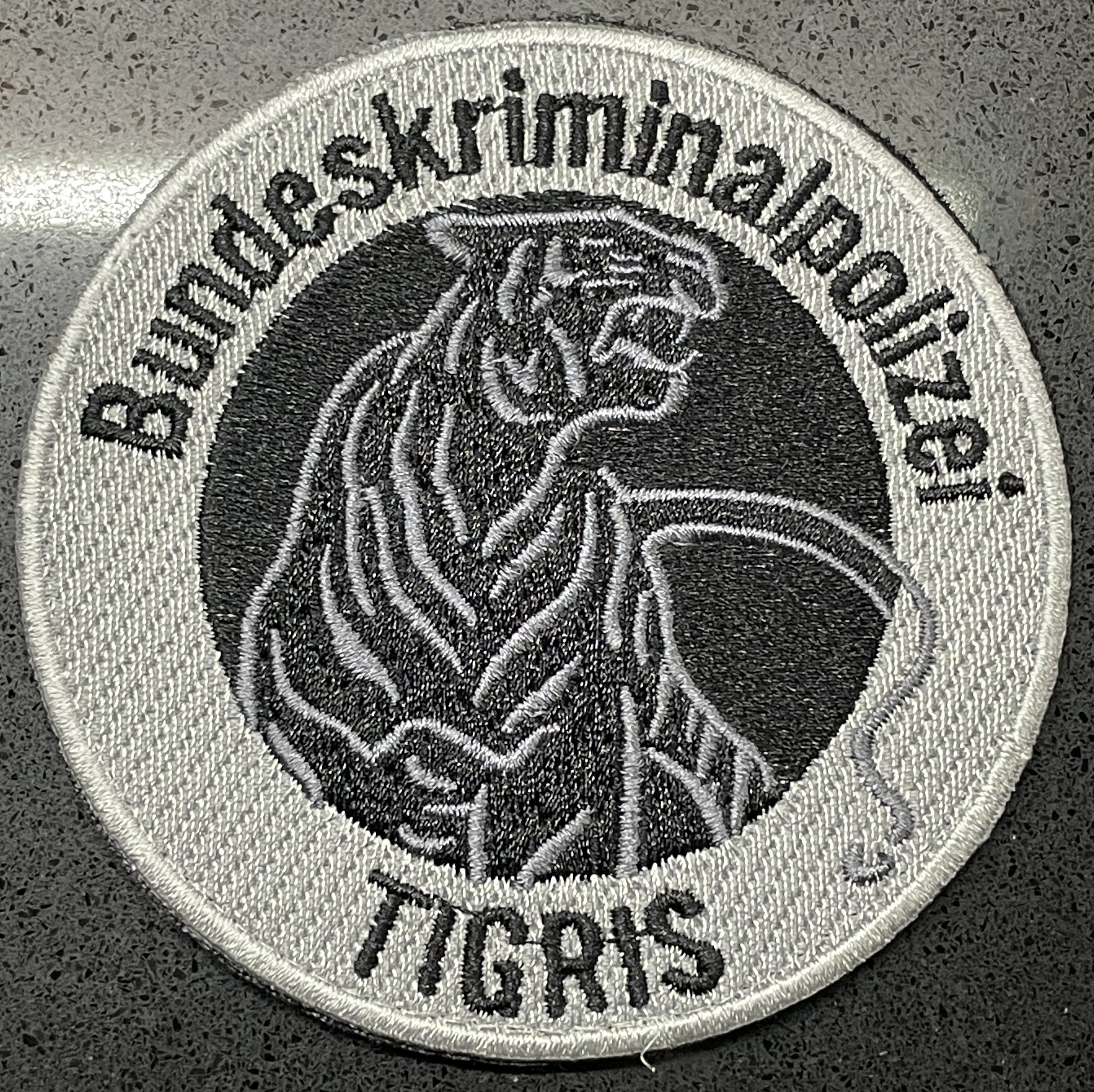
Aufnäher der Einsatzgruppe Tigris

Die Einsatzgruppe Tigris ist eine Spezialeinheit der Schweizer Bundeskriminalpolizei. Die Einsatzgruppe hat ihren Stützpunkt in der Kaserne Worblaufen bei Bern.

## Aufgaben
Die Einsatzgruppe wird beigezogen, wenn im Einzelfall mit einem erhöhten Risiko von Gewaltanwendung gerechnet werden muss. Weiter ist die Einsatzgruppe mit sicherheitspolizeilichen Instruktionen sowie Aus- und Weiterbildungen für Mitarbeitende im Bundesamt für Polizei beauftragt. Von 2005 bis im Frühjahr 2009 wurden von der Einsatzgruppe 132 operative Aufträge durchgeführt. Davon waren 59 Fälle Zielfahndungen, 47 Festnahmen, 8 Transporte und 18 Schutzaufträge.